# Монастераче
Монастера̀че (на италиански: Monasterace, на местен диалект Monasteraci, Монастерачи) е малко градче и община в Южна Италия, провинция Реджо Калабрия, регион Калабрия. Разположено е на 138 m надморска височина. Населението на общината е 3511 души (към 2011 г.).